# Lee So-la
Lee So-la (ur. 1 września 1987 w Korei Południowej) – południowokoreańska siatkarka, grająca jako rozgrywająca.

## Sukcesy reprezentacyjne
Igrzyska Azjatyckie:
- 2010

Mistrzostwa Azji U-19:
- 2004